# Wanzwil
Wanzwil es una localidad suiza de la comuna de Heimenhausen. Situada en el distrito de Wangen en el cantón de Berna. 
A partir del 1 de enero de 2009 la comuna pasó a ser una localidad de la comuna de Heimenhausen junto con la antigua comuna de Röthenbach bei Herzogenbuchsee.

## Geografía
Wanzwil se encuentra situada en pleno corazón del Oberaargau (Alta Argovia) en la meseta suiza. Limita al norte y noreste con la localidad de Heimenhausen, al este con la comuna de Herzogenbuchsee, al sur con Niederönz, y al oeste con la localidad de Röthenbach bei Herzogenbuchsee.
La localidad se encuentra a 455 m s. n. m., a 2 kilómetros al noroeste de Herzogenbuchsee y 12 km al este de la ciudad de Soleura. La superficie de tan solo 0,6 km² engloba una pequeña parte del norte del Mittelland bernés. La parte principal del territorio está ocupada por una llanura de balasto, en la cual el riachuelo Önz forjó un pequeño valle de aprox 10m de profondor por 200m de anchura. La línea este del Önz es también la frontera este de la localidad. El punto más alto de la comuna culmina a 495 m s. n. m.

## Historia
La primera mención del sitio tuvo lugar en 1264 bajo el nombre de Wanzewile. Luego aparecen otros nombres como Wanzwile (1300), Wantzwile (1356), Wanczwil (1385) y Wanzwil (1497). El nombre proviene del nombre en antiguo alto alemán Wanzo, que significa en el cotijo (granja) de Wanzo.
En la Edad Media Wanzwil dependía del prebostazgo de Herzogenbuchsee, propiedad de los condes de Kyburgo. En el año 1406 el pueblo pasó a manos de Berna, siendo incluido en la bailía de Wangen, y subordinado a la justicia de Herzogenbuchsee. Durante la República Helvética (1798) Wanzwil perteneció al distrito de Wangen, y a partir de 1803 a la prefectura de Wangen, la cual tras la adopción de la nueva constitución en 1831 fue elevada al rango de distrito.
La localidad depende eclesiásticamente de Herzogenbuchsee.

## Economía
Wanzwil fue hasta la segunda mitad del siglo XX un pueblo básicamente agrícola. Aún hoy la ganadería y la agricultura ocupan una parte de la población. Además, pequeños comercios ocupan otra parte de la población, así como la central de purificación de agua de la región de Herzogenbuchsee, que se encuentra en la localidad. En los últimos años, la localidad se ha convertido en una ciudad dormitorio ya que gran parte de la población activa trabaja en la región de Langenthal o en la ciudad de Soleura.

## Población
Con 208 habitantes (finales de 2007), Wanzwil era una de las comunas más pequeñas del cantón de Berna. Un 87,3% de los habitantes hablan alemán, 5,8% italiano y 2.9% albanés (estado en 2000). El número de habitantes de Wanzwil se montaba a 103 en 1850, 137 en 1900. En los años 1960 la población aumentó rápidamente de 146 a 230. Desde 1970 la población oscila entre 220 y 260.
- Datos: Q666159
- Multimedia: Wanzwil / Q666159